# Vinblastină
Vinblastina (VBL) este un agent chimioterapic de tip vinca-alcaloid, fiind utilizat în tratamentul unor cancere. Este un analog de vincristină. Calea de administrare disponibilă este cea intravenoasă.
Molecula a fost izolată pentru prima dată în 1958 din specia vegetală Catharanthus roseus. Se află pe lista medicamentelor esențiale ale Organizației Mondiale a Sănătății.

## Utilizări medicale
Vinblastina este utilizată în tratamentul următoarelor forme de cancer:
- limfoame Hodgkin –stadiile III și IV
- cancer pulmonar, dar nu cu celule mici
- cancer de vezică urinară
- cancer testicular avansat
- sarcom Kaposi
- melanom

## Mecanism de acțiune
Molecula de vinblastină se leagă de tubulina din fusul mitotic, inhibând astfel asamblarea microtubulilor necesari pentru migrarea cromatidelor surori în timpul diviziunii celulare.